# Ханам (город)
Хана́м (кор. 하남시?, 河南市?) — город в провинции Кёнгидо, Южная Корея. По некоторым источникам, здесь находилась столица раннефеодального корейского государства Пэкче, Виресон. В августе 2009 года было принято решение объединить Ханам с соседним городом Соннамом.

## История
В 6 году до н. э. ван Онджо основал на территории современного Ханама новый город, названный Виресоном. В 370 году Виресон стал столицей раннекорейского государства Пэкче и оставался в этом статусе до 25 года правления вана Кынчхого. Позже эта местность перешла под контроль другого государства — Силла — и в 664 году город был переименован в Хансанджу, а в 757 году — в Ханджу. В 940 году здесь был образован город Кванджу, территория современного Ханама вошла в состав этого города. Ханам стал отдельным городом отделившись от Кванджу в 1989 году.

## География
Ханам — город-спутник Сеула, расположен на его восточной границе. С севера граничит с Намъянджу, с юга — с Соннамом, с запада — с Кванджу. Ландшафт преимущественно горный. Территория города лежит в бассейне одной из крупнейших рек Корейского полуострова — Хангана.

## Туризм и достопримечательности
Культурные:
- Ханамский культурный фестиваль — проводится ежегодно в конце сентября, приурочен ко Дню города. В программе фестиваля выступления музыкальных коллективов, танцевальное шоу. Проводятся специальные выставки в музеях города.
- Ханамский фестиваль танца — проводится ежегодно в мае-июне на городском стадионе. В программе помимо выступлений танцевальных групп также соревнования в танцевальном искусстве в различных возрастных группах.
- Ханамский литературный конкурс. Конкурс организуется мэрией города, ежегодно в нём принимает участие до тысячи молодых писателей и поэтов.

Исторические:
- Археологическая стоянка в районе Мисари — здесь находят артефакты, относящиеся к раннему периоду Трёх государств. Стоянка включена в список исторического наследия Кореи под номером 269.
- Кванджу хянгё — древняя конфуцианская школа. Точная дата основания неизвестна, однако в хрониках содержится упоминание о перенесении школы из другого района города в 1703 году. Комплекс зданий школы представляет собой памятник корейской архитектуры эпохи династии Чосон.
- Исонсансон (Крепость на горе Исон) — входит в список исторического наследия Кореи под номером 422. Высота крепостной стены достигает 7 метров, общая длина — около 2 километров.
- Статуя Будды в районе Чунгундон — невысокая (около метра) скульптура Будды, высеченная в скале. Датируется 977 годом.
- Буддийский храм Попхваса — построен в эпоху династии Чосон. Многие постройки, входящие в храмовый комплекс, функционируют до сих пор. В тридцати метрах от храма возведены три погребальные башни.
- Трёхэтажная пагода в Чхонгонни — гранитная пагода высотой 3,6 метра, входит в список Сокровищ Кореи под номером 13. Представляет собой памятник архитектуры эпохи поздней династии Корё.

Природные:
- Гора Комдансан — расположена в восточной части города. Высота достигает 657 метров. В эпоху Пэкче гора считалась священной, здесь проходили ритулы поклонения небесам. Сейчас здесь разбит парк, проложены маршруты для занятия горным туризмом, работает смотровая площадка.

## Символы
Как и остальные города и уезды Южной Кореи, Ханам имеет ряд символов:
- Дерево: гинкго — символизирует гордый дух жителей города и их неограниченные возможности.
- Цветок: колокольчик — символизирует миролюбие и светлое будущее.
- Птица: фазан — символизирует гордость и независимость.
- Маскот: весёлый колокольчик, костюм которого, выполненный в традициях Пэкче, указывает на то, что Ханам когда-то был столицей одного из корейских государств.

## Города-побратимы
- Литтл-Рок, США[3]
- Жушань, Китай[4]